# 7-Alfa-hidroksiholest-4-en-3-on 12-alfa-hidroksilaza
7-Alfa-hidroksiholest-4-en-3-on 12-alfa-hidroksilaza (EC 1.14.13.95, 7alfa-hidroksi-4-holesten-3-on 12alfa-monooksigenaza, CYP12, sterol 12alfa-hidroksilaza (nespecifična), HCO 12alfa-hidroksilaza) je enzim sa sistematskim imenom 7alfa-hidroksiholest-4-en-3-on,NADPH:kiseonik oksidoreduktaza (12alfa-hidroksilacija). Ovaj enzim katalizuje sledeću hemijsku reakciju
7alfa-hidroksicholest-4-en-3-on + + + O2 {\displaystyle \rightleftharpoons } 7alfa,12alfa-dihidroksicholest-4-en-3-on + + +2O
Ovaj enzim jehem-tiolatni protein (P-450).

## Literatura
- Nicholas C. Price; Lewis Stevens (1999). Fundamentals of Enzymology: The Cell and Molecular Biology of Catalytic Proteins (Third изд.). USA: Oxford University Press. ISBN 019850229X.
- Eric J. Toone (2006). Advances in Enzymology and Related Areas of Molecular Biology, Protein Evolution (Volume 75 изд.). Wiley-Interscience. ISBN 0471205036.
- Branden C; Tooze J. Introduction to Protein Structure. New York, NY: Garland Publishing. ISBN 0-8153-2305-0.
- Irwin H. Segel. Enzyme Kinetics: Behavior and Analysis of Rapid Equilibrium and Steady-State Enzyme Systems (Book 44 изд.). Wiley Classics Library. ISBN 0471303097.

## Spoljašnje veze
- 7alpha-hydroxycholest-4-en-3-one+12alpha-hydroxylase на 